# Milan Stojadinović
Milan Stojadinović (Милан Стојадиновић; Čačak, 4 agosto 1888 – Buenos Aires, 26 ottobre 1961) è stato un politico ed economista jugoslavo.
Fu primo ministro del Regno di Jugoslavia dal 24 giugno 1935 al 5 febbraio 1939.

## Biografia
Nato in quello che allora era il Regno di Serbia, frequentò le scuole minori Užice e Kragujevac mentre nel 1910 si laureò in giurisprudenza all'Università di Belgrado, in cui conseguì un dottorato in economia l'anno seguente. Perfezionò i suoi studi in Germania, Francia e Gran Bretagna salvo tornare in patria nel 1914 per lavorare al Ministero delle Finanze.

### La carriera politica
Esponente del Partito Radicale Popolare, operò come Ministro delle Finanze negli intervalli 1922–1924, 1924–1926 e 1934–1935 mentre venne eletto deputato in Parlamento alle elezioni del 1923, del 1925 e del 1927. Nel 1935 fondò un nuovo partito, l'Unione Radicale Jugoslava, con il quale vinse le elezioni svoltesi nello stesso anno: venne perciò eletto Capo del Governo e Ministro degli Esteri. Poco dopo fu vittima di un attentato eseguito dal macedone Damjan Arnautović, che però non riuscì nel suo intento.
Pur essendo conscio dell'aggressività della Germania nazista e dell'Italia fascista, Stojadinović cercò di avere buoni rapporti con i paesi dell'Asse e in particolare col governo di Roma, che venne preso a modello della sua azione politica. Scivolato velocemente dalla destra moderata a quella estrema, firmò un trattato di non aggressione con Mussolini e un trattato di amicizia con la Francia. Nel 1937 si sforzò di realizzare anche un concordato con la Santa Sede ma questo progetto venne fortemente criticato dalla Chiesa ortodossa serba che gli impedì di arrivare ad un accordo col Vaticano.
Alle elezioni del 1938 venne rieletto Primo Ministro, ma con un margine minore rispetto alle previsioni: in molti gli rimproverarono di non aver saputo pacificare i croati (tra l'altro fomentati proprio dal suo migliore alleato, Mussolini, che finanziava gli ustascia di Ante Pavelić), di aver dato troppo potere alle squadracce dei suoi sostenitori (le camicie verdi) e di non avere un progetto politico preciso (inizialmente egli avrebbe voluto che la Jugoslavia diventasse la "Svizzera" dei Balcani, in modo tale che la sua neutralità gli assicurasse un lungo periodo di pace). Tutto ciò, unito al suo desiderio di allearsi sempre più strettamente con l'Italia come dimostrano i diari di Ciano, portarono il reggente Paolo Karađorđević a sostituirlo il 5 febbraio 1939 con Dragiša Cvetković.
Dopo l'occupazione italiana dell'Albania, che Stojadinović e Ciano discussero prima della sua sostituzione, egli venne visto con maggior sospetto dal sovrano che lo fece arrestare e deportare nelle Mauritius (in questo con la collaborazione di Giorgio VI, visto che tale territorio era sotto sovranità britannica), dove rimase sino al termine della Seconda guerra mondiale.

### L'esilio
Nel 1946, lasciato libero, si recò in esilio volontario prima a Rio de Janeiro e poi a Buenos Aires, dove divenne consigliere economico di numerosi capi di stato argentini e fondò il quotidiano El Economista. Nel 1954 si incontrò con il vecchio rivale Ante Pavelić col quale meditò di realizzare un colpo di Stato nella Repubblica Socialista Jugoslava che mirasse alla creazione di due Stati indipendenti, uno croato e uno serbo. In Jugoslavia la notizia dei contatti tra Stojadinović e Pavelić fece perdere al primo la poca credibilità che gli era rimasta dopo la guerra dal momento che Pavelić si era macchiato di molti crimini ai danni dei serbi durante la guerra nel periodo dello Stato indipendente di Croazia. 
Milan Stojadinović morì a Buenos Aires nel 1961. 
Nel 1963, due anni dopo la sua morte, El Economista lo commemorò pubblicando la raccolta delle sue memorie, intitolata Ni rat ni pakt - Jugoslavija između dva rata, pubblicata in Italia nel 1970 con il titolo Jugoslavia fra le due guerre.